# غوتي (لاعب كرة قدم مواليد 1988)
غوتي (بالإسبانية: Javier Gutiérrez Berlinches)‏ هو لاعب كرة قدم إسباني في مركز نصف الجناح، ولد في 9 يناير 1988 في وادي الحجارة في إسبانيا. لعب مع نادي ألباسيتي ونادي غوادالاخارا ونادي فوينلابرادا.

## وصلات خارجية
- غوتي (لاعب كرة قدم مواليد 1988) على موقع قاعدة بيانات كرة القدم.إي يو (الإنجليزية)
- غوتي (لاعب كرة قدم مواليد 1988) على موقع Soccerway.com (الإنجليزية)